# Federico De Robertis
Federico De Robertis (né le 5 juin 1962 à Lucques, en Toscane) est un auteur-compositeur-interprète et musicien italien. 

## Biographie
Federico De Robertis commence composer des musiques de film en 1992 en travaillant sur les bandes-son de réalisateurs tels que Gabriele Salvatores ou Carlo Vanzina, ainsi que d'autres.  
En octobre 2011, il fonde un groupe de musique, Fede & gli Infedeli, avec lequel il interprète plusieurs bandes-son et chansons de sa composition. En 2018, il est l'auteur d'un thème pour le film Tutto il mio folle amore réalisé par Gabriele Salvatores, et la même année il travaille à la composition de la musique d'un projet d'art multimédia sur La rondine de Giacomo Puccini. L'année suivante, dans le cadre d'un événement organisé par Lucca Film Festival (it), il travaille sur les arrangements de la musique originale de Blade Runner composée par Vangelis. En 2020, il compose la musique originale de Italia lockdown, un film collectif édité par Salvatores. 

## Filmographie partielle

### Cinéma
- 1992 : Puerto Escondido de Gabriele Salvatores
- 1993 : Sud de Gabriele Salvatores
- 1994 : S.P.Q.R. - 2000 e ½ anni fa de Carlo Vanzina
- 1995 : Una coppia distratta de Sandra Monteleoni
- 1995 : Io no spik inglish (it) de Carlo Vanzina
- 1995 : Selvaggi (it) de Carlo Vanzina
- 1997 : Banzai (it) de Carlo Vanzina
- 1997 : Nirvana de Gabriele Salvatores
- 1999 : Il bambino con la pistola de Federico Cagnoni et Monica Zapelli (court métrage)
- 2000 : Denti de Gabriele Salvatores
- 2002 : Alice è in paradiso (it) de Guido Chiesa
- 2004 : Lavorare con lentezza (it) de Guido Chiesa
- 2006 : Eccezzziunale veramente - Capitolo secondo... me (it) de Carlo Vanzina
- 2007 : 2061 - Un anno eccezionale (it) de Carlo Vanzina
- 2008 : Nancy: The Movie de Lucius C. Kuert (court métrage)
- 2010 : Ti presento un amico (it) de Carlo Vanzina
- 2010 : 1960 (it) de Gabriele Salvatores
- 2011 : Mysteria de Lucius C. Kuert
- 2013 : Le Clan des gangsters de Gabriele Salvatores
- 2014 : Le Garçon invisible de Gabriele Salvatores
- 2018 : Le Garçon invisible : Deuxième génération de Gabriele Salvatores
- 2019 : Volare (Tutto il mio folle amore) de Gabriele Salvatores

### Télévision
- 2012 : Area Paradiso (it) de Diego Abatantuono et Armando Trivellini (téléfilm)

## Récompenses et distinctions
- 1994 : Ruban d'argent de la meilleure musique de film pour Sud
- 1994 : Ciak d'oro pour la bande-son de Sud
- 1994 : Globe d'or pour la bande-son de Sud